# Randa Haines
Randa Haines (* 20. Februar 1945 in Los Angeles, Kalifornien) ist eine preisgekrönte US-amerikanische Filmregisseurin und Filmproduzentin, die in den 1980er und 1990er Jahren einige namhafte Kinofilme inszenierte, darunter Gottes vergessene Kinder, Der Doktor – Ein gewöhnlicher Patient oder Walter & Frank – Ein schräges Paar.

## Leben und Karriere
Randa Haines wurde 1945 in Los Angeles, Kalifornien, geboren, wuchs jedoch in New York City auf. Da ihre Liebe dem Theater galt, besuchte sie die School of Visual Arts und nahm Schauspielunterricht bei Lee Strasberg. Sie arbeitete als Script Girl, bevor sie 1975 in den American Film Institute's Directing Workshop for Women aufgenommen wurde.
Ende der 1970er Jahre inszenierte sie mit dem Drama Under This Sky ihren ersten Fernsehfilm. Zu Beginn der 1980er Jahre führte sie dann bei mehreren populären US-amerikanischen Fernsehserien Regie, darunter Polizeirevier Hill Street, Detektei mit Hexerei, CBS Afternoon Playhouse oder Unter der Sonne Kaliforniens. 1984 erhielt sie viel Kritikerlob und eine Emmy-Nominierung als beste Regisseurin für ihr Drama Something about Amelia mit Ted Danson und Glenn Close in den Hauptrollen.
1986 inszenierte sie mit dem Film Gottes vergessene Kinder über eine gehörlose, aber selbstbewusste Frau ein sensibles und zeitloses Gesellschaftsportrait und enthüllte damit erfolgreich die verborgene Welt der gehörlosen Kultur. Der Film mit William Hurt und Marlee Matlin in den Hauptrollen erhielt zahlreiche internationale Auszeichnungen, unter anderem einen Oscar in der Kategorie Beste Hauptdarstellerin für Marlee Matlin bei der Oscarverleihung 1987 sowie vier weitere Nominierungen in den Kategorien Bester Film, Bestes adaptiertes Drehbuch, Bester Hauptdarsteller und Beste Nebendarstellerin. Darüber hinaus gewann Randa Haines den Silbernen Bär bei den Internationalen Filmfestspielen in Berlin 1987 für eine Herausragende künstlerische Leistung. 
1991 führte sie bei dem Drama Der Doktor – Ein gewöhnlicher Patient erneut mit William Hurt in der Hauptrolle die Regie. 1993 realisierte sie mit Walter & Frank – Ein schräges Paar ein Projekt des damals erst 21-jährigen Autors Steve Conrad. Der Film stellte mit den Schauspielern Robert Duvall, Richard Harris, Shirley MacLaine und Sandra Bullock eine namhafte Besetzung. Mit dem Tanzfilm Dance with Me mit Vanessa Williams, Chayanne und Kris Kristofferson inszenierte Randa Haines 1998 ihren persönlichsten Film, den sie auch selbst produzierte. Die Filmmusik zu Dance with Me als auch zu ihren anderen drei Kinofilmen schrieb der Komponist Michael Convertino.
In den 2000er Jahren kehrte Haines mit Regie-Arbeiten zum Fernsehen zurück.
Seit Mitte der 1990er Jahre war Randa Haines parallel auch mehrfach als Filmproduzentin aktiv, unter anderem für die Kinoproduktionen A Family Thing – Brüder wider Willen oder Antwone Fisher mit Denzel Washington.

## Auszeichnungen
- 1984: Emmy-Nominierung in der Kategorie Beste Regie für Something about Amelia
- 1987: Silberner Bär bei den Internationalen Filmfestspielen in Berlin 1987 für eine Herausragende künstlerische Leistung
- 1987: Preis der Lesejury der Berliner Morgenpost für Randa Haines
- 1987: Directors-Guild-of-America-Awards-Nominierung in der Kategorie Beste Regie

## Filmografie (Auswahl)

### Regisseurin Kino
- 1986: Gottes vergessene Kinder (Children of a Lesser God)
- 1991: Der Doktor – Ein gewöhnlicher Patient (The Doctor)
- 1993: Walter & Frank – Ein schräges Paar (Wrestling Ernest Hemingway)
- 1998: Dance with Me

### Regisseurin Fernsehen
- 1979: Under This Sky
- 1980: The Jilting of Granny Weatherall
- 1981–1983: Polizeirevier Hill Street (Fernsehserie, vier Episoden)
- 1982: Detektei mit Hexerei (Fernsehserie, eine Episode)
- 1982: CBS Afternoon Playhouse (Fernsehserie, eine Episode)
- 1982: Unter der Sonne Kaliforniens (Fernsehserie, eine Episode)
- 1984: Something About Amelia
- 1985: Alfred Hitchcock zeigt (Fernsehserie) (Pilotfilm)
- 2002: The Outsider
- 2006: The Ron Clark Story

### Produzentin
- 1996: A Family Thing – Brüder wider Willen (A Family Thing)
- 1998: Dance with Me
- 2002: Antwone Fisher
- 2002: The Outsider (Fernsehfilm)
- 2004: Los Zafiros: Music from the Edge of Time (Dokumentarfilm)